# Mode dorien

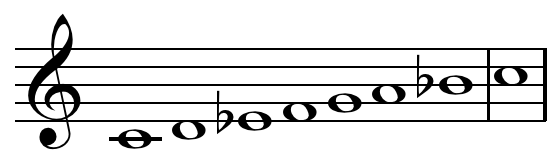
Gamme de do dorien.

Le mode dorien peut se référer à trois notions très différentes mais interreliées : celle de l'harmoniai en Grèce antique (comportement mélodique caractéristique, ou gamme associée) ; celle médiévale de modes musicaux ; ou, plus communément, celle de gammes diatoniques modernes, correspondant aux notes naturelles de ré à ré (justifiant ainsi son nom de mode de ré), ou n'importe quelle transposition de celle-ci, par exemple la gamme de do à do avec un si et un mi.

## Mode dorien grec

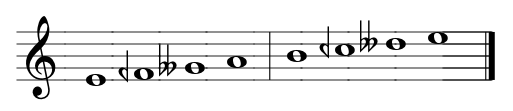
Le mode dorien grec (genre enharmonique) de mi, divisé en deux tétracordes. fichier:Greek Dorian mode on E, enharmonic genus.mid

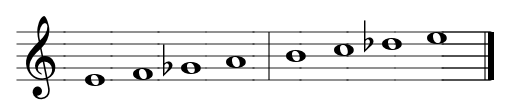
Le mode dorien grec (genre chromatique) de mi. fichier:Greek Dorian mode on E, chromatic genus.mid

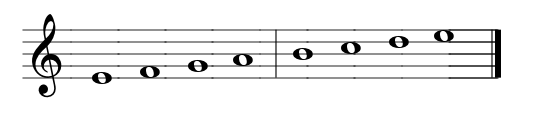
Le mode dorien grec (genre diatonique) de mi. fichier:Phrygian mode E.mid

Le mode dorien (proprement harmonia ou tonos) est nommé d'après les Grecs Doriens. Appliqué sur une octave complète, le type d'octave dorien a été construit sur deux tétracordes (segments de quatre notes) séparé par un ton, partant du hypate meson jusqu'au nete diezeugmenon. Dans le genre enharmonique, les intervalles dans chaque tétracorde sont quart-de-ton/quart-de-ton/tierce majeure ; dans le genre chromatique, demi-ton/demi-ton/tierce mineure; dans le genre diatonique, demi-ton/ton/ton. Dans le genre diatonique, la séquence au-delà de l'octave est la même que celle produite en jouant les notes blanches du piano en montant de mi à mi : mi fa sol la | si do ré mi, une séquence équivalente au mode phrygien moderne. Disposer un ton isolé en bas de la gamme suivi par deux tétracordes conjoints (de sorte que la note supérieure du premier tétracorde est aussi la note inférieure du second), produit le type d'octave hypodorien ("sous-dorien") : la | si do ré mi | (mi) fa sol la. Disposer les deux tétracordes ensemble et le ton isolé en haut de la gamme produit le type d'octave mixolydien, une séquence de notes équivalent au mode locrien moderne.

## Mode dorien médiéval et mode dorien moderne

### Mode dorien médiéval
L'Église byzantine primitive développa un système de huit modes musicaux (L'Octoéchos), qui servit de modèle pour les théoriciens européens médiévaux du chant quand ils développèrent leur propre système de classification modal dès le IXe siècle. Le succès de la synthèse occidentale de ce système avec des éléments tirés du quatrième livre de De institutione musica par Boèce (ou Boethius), créa la fausse impression que l'oktōēchos byzantin fut directement hérité de la Grèce antique. Initialement utilisé pour désigner un des traditionnels harmoniai de la théorie grecque (un terme avec des significations variées, dont le sens d'une octave constituée de huit tons), le nom fut emprunté (avec les six autres) par le théoricien du IIe siècle, Ptolémée, pour désigner ses sept tonoi, ou clefs de transposition. Quatre siècles plus tard, Boethius interpréta Ptolémée en latin, avec encore le sens de clefs de transposition, et non de gamme. Quand la théorie du chant a été formulée pour la première fois au IXe siècle, ces sept noms plus un huitième, hypermixolydien (plus tard changé en hypomixolydien), furent encore réappropriés dans le traité anonyme Alia Musica. Un commentaire sur ce traité, appelé le Nova expositio, donna le premier son nouveau sens comme celui d'un ensemble de huit types d'octave diatoniques, ou gammes. Dans la théorie médiévale, le mode dorien authentique pouvait inclure la note si "par licence", en plus du si. La même échelle, mais démarrant à une quarte ou une quinte en dessous du mode final ré, et se prolongeant une quinte au-dessus (ou une sixte, en terminant sur un si), fut numéroté comme le mode 2 dans le système médiéval. Il s'agissait du mode plagal correspondant à l'authentique mode dorien, et était appelé le mode hypodorien. Dans la forme non transposée en ré, dans les formes à la fois authentique et plagal, la note do est souvent rehaussée à do pour former un ton maître, et le degré variable de sixte est en général le si en montant et si en descendant.

### Mode dorien moderne

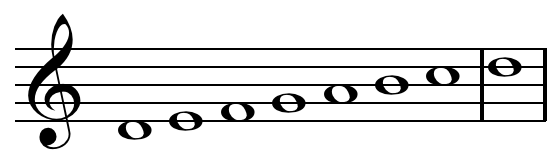
Gamme de ré dorien moderne. fichier:D Dorian mode midi.mid

#### Construction mélodique
Le mode dorien moderne (aussi appelé mineur russe par Balakirev), est une gamme diatonique correspondant au schéma suivant :
Ton  - ½ton - Ton - Ton - Ton - ½ton - ton
ou de façon abrégée :
1-½-1-1-1-½-1
Le mode dorien est une gamme symétrique, voulant dire que le schéma des tons et demi-tons (1-½-1-1-1-½-1) est le même en montant qu'en descendant.

#### Constructions harmoniques relatives

##### Intervalles par rapport à la tonique
Il est possible de le concevoir comme une gamme mineure (tierce mineure) avec une sixte majeure ; la septième mineure, la seconde majeure, la quarte juste et la quinte juste de la gamme mineure naturelle n'étant pas altérées : schéma 2M 3m 4J 5J 6M 7m ou m-7-9-11-13).

##### À la gamme majeure
Il peut être considéré comme un "extrait" de la gamme majeure jouée un ton au-dessus de la tonique de la gamme majeure (dans la clef de do majeur ce serait ré, mi, fa, sol, la, si, do, ré), c'est-à-dire une gamme majeure jouée depuis son deuxième degré jusqu'à son deuxième degré. La gamme résultante est, cependant, qualifiée mineure, car, puisque le "ré" devient le nouveau centre tonal, le fa qui est une tierce mineure au-dessus du ré devient la nouvelle médiante, ou troisième degré. Si une triade est construite à partir de la tonique, c'est une triade mineure.

##### À la gamme mineure naturelle
Le mode dorien moderne est équivalent à la gamme mineure naturelle (ou mode éolien) mais avec un sixième degré augmenté d'un demi-ton (6M ou 13 à l'octave). De façon déroutante, le mode dorien moderne ressemble à l'harmonia phrygienne dans le type diatonique. (Il doit également être noté que le type diatonique de l' harmonia dorienne ressemble au mode phrygien moderne).
La seule différence entre la gamme dorienne et la gamme éolien est selon que la sixte est majeure ou mineure (mineure en éolien, majeure en dorien). Les triades I, IV, et V du mode dorien sont respectivement mineur, majeur, et mineur (i-IV-v), contrairement au tout mineur (i-iv-v) en éolien. Dans les deux modes, dorien et éolien, strictement appliqués, la triade dominante est mineure ; contrairement à la triade dominante du ton mineur (harmonique), qui est normalement majeure.  Il est aussi utile de noter que le sixième degré de la gamme est souvent augmenté dans la musique mineure (par exemple avec la septième en ascendant), comme il est diminué en mode dorien (voir gamme mineure mélodique).

##### À la gamme mineure mélodique ascendante
Le mode dorien est harmoniquement similaire au mode mineur mélodique ascendant, à l'exclusion du septième degré qui est mineur en dorien.

##### Au mode mixolydien et dénomination de mode jazz mineur
Le mode dorien est très proche du mode mixolydien à la seule différence de la médiante (à distance de tierce de la tonique). Du fait que le mode mixolydien est abondamment utilisé en jazz (car permettant l'improvisation sur l'accord de septième de dominante), de cette similarité du dorien avec le mixolydien, et de l'utilisation du dorien en jazz, le dorien est aussi connu comme le mode jazz mineur.

#### Effets harmoniques

##### Accord de dominante
En dorien, l'accord de dominante est mineur, alors que majeur en mode mineur harmonique. Par conséquent, l'accord de septième perd donc la dissonance lié au triton entre sa tierce et sa septième et le caractère d'accord de septième de dominante (fonction de dominante).

##### Accord de sous-dominante
Une seconde différence harmonique est que l'accord de sous-dominante devient majeur en mode dorien (mais mineur en clefs mineurs) du fait du sixième degré qui devient majeur. L'accord de sous-dominante majeur donne ainsi au mode dorien une tonalité plus brillante que le mineur naturel. De plus, la sus-dominante rehaussée est à un triton de la médiante mineure, ce qui confère à la sous-dominante une qualité d'accord de dominante.

### Exemples de transpositions
Exemples de modes doriens :
- le mode dorien de ré, qui contient toutes les mêmes notes que la gamme majeure de do en partant du ré.
- le mode dorien de sol, qui contient toutes les mêmes notes que la gamme de fa majeure en partant du sol (donc un bémol : si).
- le mode dorien de la, qui contient toutes les notes que la gamme majeure de sol en partant du la.

## Liste des gammes en mode dorien
La lecture audio n'est pas prise en charge dans votre navigateur. Vous pouvez télécharger le fichier audio.
La lecture audio n'est pas prise en charge dans votre navigateur. Vous pouvez télécharger le fichier audio.
La lecture audio n'est pas prise en charge dans votre navigateur. Vous pouvez télécharger le fichier audio.
La lecture audio n'est pas prise en charge dans votre navigateur. Vous pouvez télécharger le fichier audio.
La lecture audio n'est pas prise en charge dans votre navigateur. Vous pouvez télécharger le fichier audio.
La lecture audio n'est pas prise en charge dans votre navigateur. Vous pouvez télécharger le fichier audio.
La lecture audio n'est pas prise en charge dans votre navigateur. Vous pouvez télécharger le fichier audio.
La lecture audio n'est pas prise en charge dans votre navigateur. Vous pouvez télécharger le fichier audio.
La lecture audio n'est pas prise en charge dans votre navigateur. Vous pouvez télécharger le fichier audio.
La lecture audio n'est pas prise en charge dans votre navigateur. Vous pouvez télécharger le fichier audio.
La lecture audio n'est pas prise en charge dans votre navigateur. Vous pouvez télécharger le fichier audio.
La lecture audio n'est pas prise en charge dans votre navigateur. Vous pouvez télécharger le fichier audio.
La lecture audio n'est pas prise en charge dans votre navigateur. Vous pouvez télécharger le fichier audio.
La lecture audio n'est pas prise en charge dans votre navigateur. Vous pouvez télécharger le fichier audio.
La lecture audio n'est pas prise en charge dans votre navigateur. Vous pouvez télécharger le fichier audio.

## Compositions notables en mode dorien

### Traditionnelle
- Drunken Sailor[9]
- Scarborough Fair[9]

### Classique
- L'Et incarnatus est dans le mouvement Credo de la Missa solemnis de Beethoven[10].
- Toccata et fugue en ré mineur BWV 538 de Jean-Sébastien Bach, souvent appelée Dorienne en référence à l'armure de cette pièce (aucun bémol).
- Quatuor à cordes (Quartetto Dorico) du compositeur italien Ottorino Respighi, composé en 1924.

### Jazz
- Maiden Voyage par Herbie Hancock[11] – La composition prend une forme de AABBA avec des sections "A" en sol dorien et des sections "B" en la éolien[12].
- Milestones par Miles Davis[11]
- Oye Como Va by Tito Puente, popularisé par Santana[13]
- So What par Miles Davis[11] - La composition prend une forme de AABA avec des sections "A" en ré dorien et des sections "B" en mi dorien[14].

### Avant Garde
- B-flat Dorian Blues de La Monte Young

### Populaire
- Eleanor Rigby par The Beatles[15] est souvent cité comme une pièce modale de dorien, et bien que la ligne mélodique en place use du sixième degré majeur, la progression harmonique est en éolien (I–VI et VI–I)[16].
- Wicked Game de Chris Isaak, en si dorien avec une progression Im VII IV IV.
- Get Lucky des Daft Punk, en si dorien avec une progression Im III Vm IV.
- Le Grand Secret du groupe Indochine, en do dorien avec une progression harmonique Im Vm VII IV.
- Riders on the Storm  du groupe The Doors, en mi dorien, avec une progressions i–IV–i7–IV.
- Señorita du chanteur Christophe commence par un arpège sur toute la gamme en sol dorien.
- Lucky (refrain en mi dorien avec la progression i-IV-i-IV) et Karma Police (en la mineur avec en introduction la progression i-IV-v-bVII) de Radiohead.